# Arsinoitheriidae
Gli arsinoitheriidae è una famiglia estinta di mammiferi ungulati appartenente all'ordine estinto degli Embrithopoda, i cui resti sono stati ritrovati in Medio Oriente, Africa, Asia e Romania. In vita, questi animali dovevano avere un aspetto simile ai moderni rinoceronti; tuttavia, non erano strettamente imparentati a quest'ultimi (o con qualsiasi altro perissodattilo), ma erano più strettamente legati ad iraci, elefanti, sirenii e possibilmente anche ai desmostyliani (come parte del superordine Afrotheria).
Il genere più recente, Arsinoitherium, fu ritrovato per la prima volta in siti risalenti all'Eocene superiore del Fayum; scompare completamente dai reperti fossili prima della fine dell'Oligocene inferiore.
Il nome del genere Arsinotherium (così come il nome della famiglia) significa "bestia di Arsinoe", in onore della moglie di Tolomeo II, la regina Arsinoe II d'Egitto, poiché i primi fossili dell'animale furono ritrovati vicino alle rovine del suo palazzo.